# محمد البریک
محمد البریک (عربی: محمد البريك؛ زادهٔ ۱۵ سپتامبر ۱۹۹۲) یک بازیکن فوتبال اهل عربستان سعودی است.
از باشگاه‌هایی که در آن بازی کرده‌است می‌توان به الهلال عربستان، الرائد عربستان اشاره کرد.

## تیم ملی
وی همچنین در تیم ملی فوتبال عربستان سعودی بازی کرده است.